# Île Pearl (Nouvelle-Zélande)
Pour les articles homonymes, voir Île Pearl.
L’île Pearl (anglais : Pearl Island) est une petite île inhabitée de Nouvelle-Zélande  de 3 km de long sur 2,5 km de large et d'une superficie d'environ 500 ha. Elle est située au large du sud-est de l'île Stewart dans l'océan Pacifique. 

## Faune
L'île a accueilli temporairement la population de kakapo de l'île de la Morue en 1999 pendant l'opération d'élimination des rats de l'île de la Morue.  